# Ghale Dżugh
Ghale Dżugh – wieś w Iranie, w ostanie Azerbejdżan Zachodni, w szahrestanie Takab. W 2006 roku liczyła 267 mieszkańców.